# 苏州大学海外教育学院
苏州大学海外教育学院是苏州大学为中国以外国家留学生提供汉语语言和中国文化学习培训的机构，面向留学生开设长期汉语语言研修班、汉语语言及中国文化等非学历教育课程。该学院位于中华人民共和国江苏省苏州市姑苏区干将路333号苏州大学天赐庄校区（本部）怡远楼。